# البلطي الزيلي
البلطي الزيلي (الاسم العلمي: Coptodon zillii ، مرادف Tilapia zillii)، والمعروف أيضًا باسم بلطي احمر البطن أو مشط أحمر البطن أو المشط الزيلي. كما يعرف أيضًا باسم أسماك القديس بطرس أو سمك المشط (وهي الأسماء المستخدمة أيضًا لباقي أنواع اسماك البلطي الأخرى في فلسطين)، هو نوع من الأسماك في العائلة البلطية. تتواجد هذه الأسماك في نطاق واسع من المياه العذبة والمياه المسوسة في النصف الشمالي من أفريقيا وفي الشرق الأوسط. في أماكن أخرى في إفريقيا وآسيا وأستراليا وأمريكا الشمالية، تم احضار وتربية هذا السمك كسمك غذائي أو كعنصر تحكم للنباتات المائية. عندما تكون هذه الاسماك نوع مستقدم، تصبح نوع مجتاح أحيانًا، مما يهدد البيئة والأنواع المحلية. أسماك البلطي ذات البطن الاحمر هي نوع اسماك مهم كطعام استهلاكي وتربى في المزارع المائية في بعض الأحيان.

## التوزيع الأصلي والتصنيف
في إفريقيا، يغطي النطاق الأصلي لسمك البلطي الزيلي، النصف الشمالي من القارة. في مناطق الغرب الاستوائية وإلى وسط إفريقيا، من الساحل الجنوبي للمغرب ونهر السنغال إلى حوض نهر الكونغو الأوسط، نطاق تواجده يعتبر مستمر تقريبًا. في شمال شرق إفريقيا، يتواجد البلطي الزيلي في جميع أنحاء حوض النيل، من منطقة الدلتا في شمال مصر إلى بحيرة ألبرت في جمهورية الكونغو الديمقراطية - أوغندا، وكذلك بحيرة توركانا في إثيوبيا - كينيا؛ لا يعتبر مواطن اصلي في البحيرات العظمى الأفريقية الأخرى، على الرغم من أنه تم إضافته لبعض منها. في المغرب العربي والصحراء حيث يوجد عدد أقل من الموائل المائية، يكون نطاق تواجده أكثر متجزئا وليس مستمر ولكن يتواجد العديد من المجموعات المتبقية في الأنهار والبحيرات والواحات (القلتة) الموسمية. خارج أفريقيا، يقتصر تواجده وتوزيعه الطبيعي على نظام نهر الأردن، ويشمل ذلك بحيرة طبريا، في فلسطين والأردن وسوريا، وكذلك الانظمة الساحلية في فلسطين.
تتواجد الاسماك البلطية بشكل عديد في إفريقيا، لكن في المناطق التي تعتبر جزء من نطاق تواجد السمك البلطي الزيلي، تعتبر اعداد هذه السمكة قليلة بالمقارنة مع اعداد أفراد اسماك أخرى من هذه الأسرة. في المغرب العربي والصحراء (باستثناء النيل الذي يعتبر غني بالعديد من أنواع الاسماك البلطية)، أنواع الاسماك الأخرى من العائلة البلطية التي تتواجد هي اسماك البلطي الأزرق (الاسم العلمي: Oreochromis aureus) واسماك بلطي الجليل (الاسم العلمي: Sarotherodon galilaeus)، ونوعين اخرين من أنواع الاسماك البلطية البلطي الغير مستقر و البلطي الجوهري . في غرب آسيا، هناك أنواع أخرى قليلة من أنواع اسماك ال Oreochromini وحاضن الفم الأردني (الاسم العلمي: Astatotilapia flaviijosephi).
على الرغم من الدراسات الوراثية قد أظهرت أن معظم مجموعات البلطي الزيلي متقاربة بشكل وثيق جدا،  يوجد عدد قليل من مجموعات هذه الاسماك والتي تتواجد على هامش وخارج نطاق توزيعه وسكنه المعروف، قد تكون في موضع تساؤل بالنسبة لتصنيفها، وهذا الوضع يتطلب مزيدا من الدراسة. يوجد مجموعة من هذه الاسماك في منطقة كيسانغاني وعلى الرغم من التقارب الشديد لمجموعة الاسماك هذه من نوع البلطي الزيلي؛ يبدو انها مجموعة منفصلة. ومثال اخر، تلك المجموعات المتواجدة في الساحل الشمالي الغربي لأفريقيا متميزة جينيا بشكل واضح عن مجموعات الاسماك الأخرى. في نظام نهر النيل، لوحظ أن مجموعة اسماك البلطي الزيلي التي تتواجد في منطقة الدلتا، والمنطقة التي في شمال النيل الأبيض ومناطق البحيرات التي بالقرب من الفيوم، تختلف عن بعضها البعض في التشكل والألوان، ولكنه غير واضح إذا كان يوجد لذلك أي اهمية من الناحية التصنيفية. بشكل مناقض من ذلك، إن البلطي الاسماعيلي (الاسم العلمي: C. Ismailiaensis) والذي يعتبر نوع غير معروف عامة ويتواجد في شمال شرق مصر؛ قد يكون نوعه بلطي زيلي الذي يظهر انحراف جيني فقط؛ حيث انه يظهر اختلاف عن البلطي الزيلي بشكل رئيسي في ذيله الغير مرقطة.

## الموائل والبيئة
يفضل سمك البطلي الزيلي العيش بالمياه الضحلة مع تواجد النبات، ، ولكن من الممكن ان يتواجد في موائل مفتوحة أكثر مثل المياه التي تكون بجانب شاطئ رملي ويتواجد حتى عمق 30 متر (100قدم).
على الرغم من أن هذا السمك متوطن بالاصل وفي المقام الأول في المياه العذبة والمياه المسوسة، انه على الرغم من ذلك يستطيع العيش في المياه المالحة، الي تصل نسبة الملوحة فيها إلى 4٪ (نسبة ملوحة مياه البحر هي حوالي 3.5%)، ولكن الحد الاعلى للتكاثر هو عند حوالي 2.9٪. يمكن أن يعيش البلطي الزيلي أيضًا في مجموعة واسعة من درجات حرارة المياه، لكن في الجزء الشمالي من نطاق تواجده، تنخفض درجات الحرارة في بعض الأحيان إلى اقل من درجات الحرارة التي يحتاجها - الحد الأدنى هو 6.5–13 °م (43.7–55.4 °ف)، وتعتمد درجة الحرارة المحددة على مجموعة من العوامل - ، هذا الانخفاض قد يؤدي إلى وفاة أعداد كبيرة منه. في ولاية ألاباما، كان من الضروري أن يتم إضافة مجموعة من هذا السمك للحفاظ على اعداده، لان اعداده كانت تنخفض بسبب موتها خلال فصل الشتاء. الحد العلوي لدرجات الحرارة التي يحتاجها هذا السمك من اجل العيش هي عادة 36 °م (97 °ف)، لكنه يمكن أن يعيش في المياه التي تصل درجات الحرارة فيها إلى حوالي 42.5 °م (108.5 °ف).

## المظهر
يمكن أن يصل وزن السمك البلطي الزيلي إلى 300 غ (11 أونصة) ، ويصل طوله لحوالي 40 سـم (16 بوصة)، ولكن بشكل عام لا يزيد طوله عن 30 سـم (12 بوصة). في الشرق الأوسط، يكون عادة طول الاسماك البالغة بين 12–22 سـم (5–9 بوصة). تنمو الذكور إلى حجم أكبر من الإناث بشكل عام، ولكن يتشابه الجنسين في الشكل.
لونه الأساسي هو بين اللون البني واللون الزيتوني، والبطن لونه صفراوي أو بيضاوي. غالبًا ما يكون (على سبيل المثال، عندما يتحرك بسرعة كبيرة عند مضايقته) له نمط على جسمه الذي يكون نوعا ما مظلم وخافت وضعيف التعريف، يتكون النمط هذا من خطين أفقيين على الجسم يعبرهما حوالي نصف دزينة من الخطوط العامودية. يكون لون الاسماك البالغة التي تكون بجيل التكاثر أكثر خضارا بشكل عام، ولديها بقع زرقاوية-خضراوية قزحية اللون على الرأس وجسدها في الاماكن السفلية لونه زهراوي-احمر زاهي. يشبه هذا النوع من السمك عن كثب، السمك البلطي احمر الصدر (الاسم العلمي: c. rendalli) ويصعب التمييز بين النوعين؛ قد تتضمن العديد من التقارير التي توفي بتوطين اسماك البلطي والتي تم إضافتها إلى مكان ما، أيًا من الأنواع هذه بسبب الالتباس بينهما. لدى هذين النوعين من الاسماك توزيع موائل طبيعي منفصل (البلطي الزيلي ذو البطن الأحمر يتواجد في النصف الشمالي من إفريقيا، والبلطي ذو الصدر الأحمر يتواجد في النصف الجنوبي)، ولكن من خلال عمليات التوطين ونقل وإضافة الاسماك إلى مواطن جديدة؛ اضحى نطاقهما يتداخل الآن. لا يعلم إذا يمكن التهجين بينهما. لقد تم تهجين سمك البلطي الزيلي ذو البطن الاحمر مع سمك البلطي المرقط (الاسم العلمي: Pelmatolapia mariae)،  ويعتبرا أنواع قريبة من بعضهما البعض ولكن بدرجة متباعدة جدا.

## السلوك

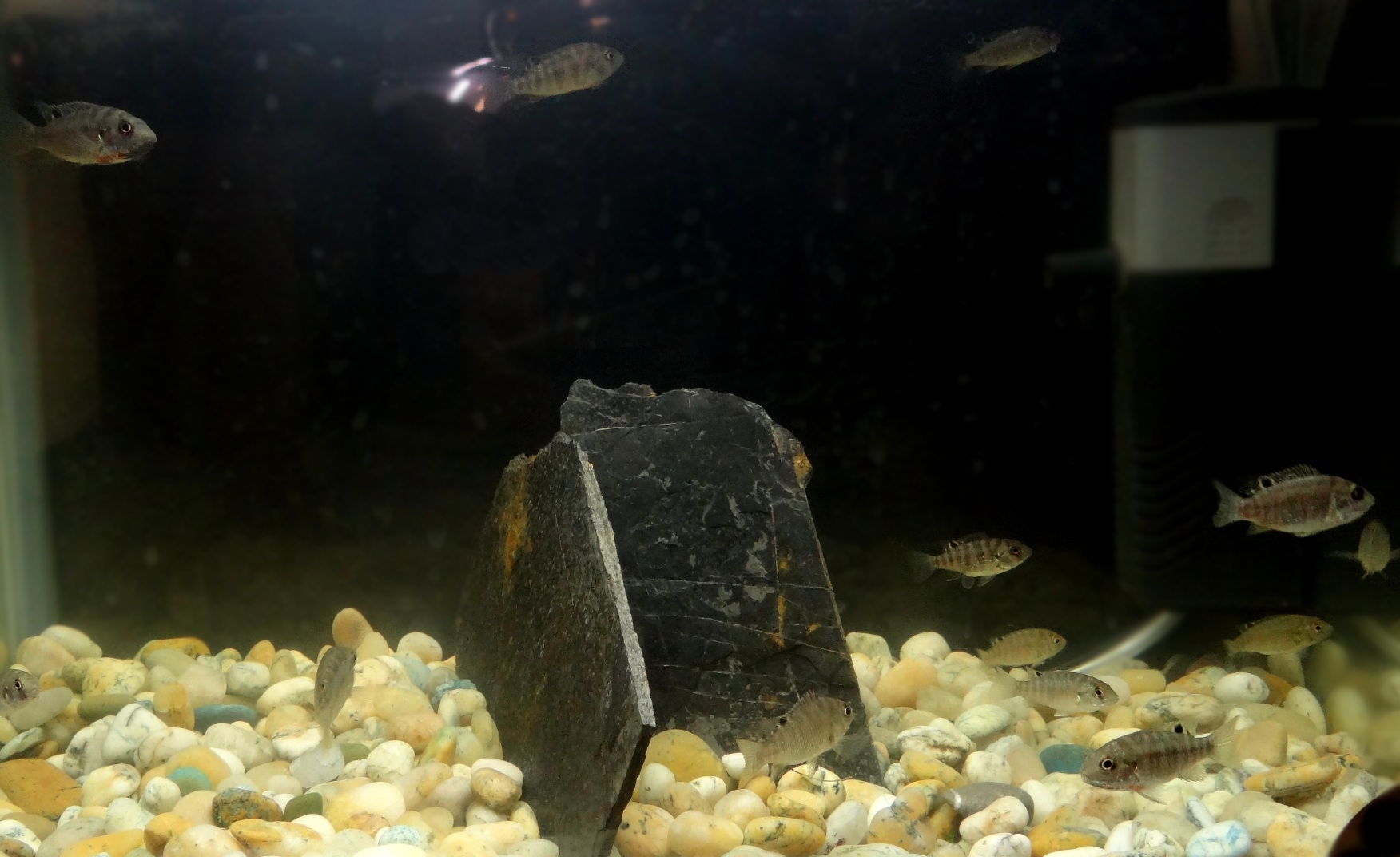
اسماك صغيرة من بلطي الزيلي

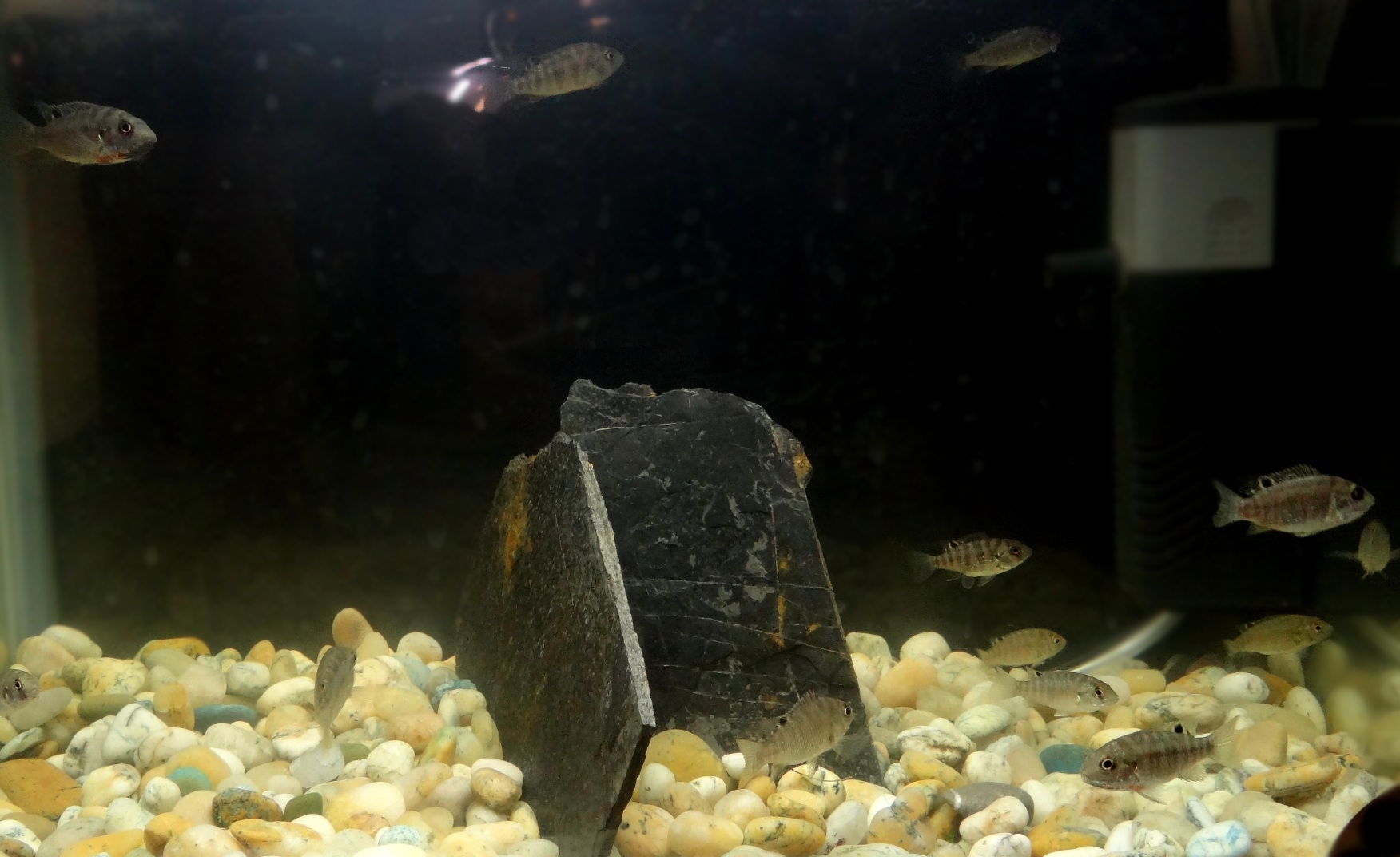
اسماك صغيرة من بلطي الزيلي

كما هو الحال في أنواع سمك ال ذو أسنان التيس ، البلطي الزيلي هو سمك الذي يتكاثر على ارضية البيئة التي يتواجد بها ويحضن الصغار بفمه. عادةً ما يكون «العش» حفرة صغيرة في القاع التي يتم حفرها من قِبل كلا الوالدين،  ولكن في بعض الأحيان يتم وضع البيض على قمة حجر أو «العش» يكون عبارة عن نفق الذي تم حفره في الارضية الموحلة وقد يصل عمق هذا النفق ل 85 سم (2.8 قدم). عدة أزواج قد تتكاثر على مقربة من بعضها البعض وبالتالي تتشكل مستعمرة. تضع كل أنثى ما بين 1000-6000 بيضة في كل مرة تبيض بها، وقد تبيض عدة مرات في موسم واحد. كلا الوالدين، الذكر والانثى، يقوما بحراسة البيض والصغار. في المناطق الاستوائية تتكاثر هذه الاسماك على مدار السنة، على الرغم من أن ذروة التكاثر تكون في موسم الأمطار. في المناطق شبه الاستوائية الباردة مثل فلسطين، لا تتكاثر إلا في فصل الصيف، في المياه التي تكون درجات الحرارة فيها لا تقل عن 20 °م (68 °ف) . جميع الاسماك في العائلة البلطية المتوطنة في غرب آسيا هي حاضنة فموية.
يتغذى البلطي الزيلي ذو البطن الاحمر في الغالب على الطحالب والنباتات الوعائية (كلا من النباتات المائية والنباتات البرية التي تصبح في متناول الأسماك بطريقة ما)، ولكن يتغذى السمك هذا أيضًا على كميات أقل من اللافقاريات وبيض السمك. تتغذى أسماك البلطي الزيلي الصغيرة بشكل كثيف على القشريات الصغيرة.